# Castello di Blankenburg
Il castello di Blankenburg è situato a Blankenburg, frazione del comune di Zweisimmen nel Canton Berna (regione dell'Oberland, circondario di Obersimmental-Saanen) nella Simmental.
La sua esistenza era già testimoniata nel 1329. Il castello passò poi nelle mani del comune di Friburgo (1371). Più tardi passò al Canton Berna (1383), dove è rimasto fino ad oggi. Fu ampliato in stile barocco dopo un incendio nel 1767. Il castello è stato sede dell'amministrazione del distretto di Obersimmental fino alla sua soppressione, nel 2009.